# Sender Croydon
Der Sender Croydon ist eine Sendeanlage in London. Ihr Sendeturm ist ein 152 Meter hoher, 1962 fertiggestellter Stahlfachwerkturm mit Sendeanlagen für UKW und Fernsehen. 